# Лопатинка гострокінчикова
Лопатинка гострокінчикова (Scapania cuspiduligera) — вид печіночників порядку юнгерманіальних (Jungermanniales).

## Поширення
Батьківщиною є Європа, Північна Америка, Азія.
Вид росте у світлих або злегка затінених, також орієнтованих на північ, вапнякових, від базових до нейтральних, свіжих до вологих місцях, переважно на ґрунті, також на скельних детритах, на сильно забруднених скелях або безпосередньо над карбонатними та силікатними скелями, багатими на основи.

## Характеристика
Утворює світло-зелені чи рідше буруваті килимки. Розпростерті рослини мають довжину приблизно 0,5–1 см і ширину 1–2,5 мм, нижній бік густо вкритий ризоїдами. Рідко виступаючі листки на чверті довжини розділені на дві приблизно однакові округлі частки з суцільними краями. Край нижньої частки йде вниз по стеблу, краї дещо хвилясті, а кіль розвинений слабо. Клітини листків розміром приблизно від 15 до 20 мікрометрів у центрі листка і мають потовщені кути клітин. На одну клітину припадає приблизно від 3 до 5 або більше масляних тілець. Вид дводомний. Спорогони невідомі; вони поширюються через виводкові тіла, які утворюються у великій кількості у коричневих скупченнях на часточках листя; вони двоклітинні та еліпсоїдної чи яйцюватої форми.